# Diogo Fernes Alvernaz
Diogo Fernes Alvernaz (Angra, ?? — Angra do Heroísmo, 1861) foi um politólogo e intelectual açoriano, autor de algumas obras sobre organização política.

## Obras publicadas
Além de contribuição dispersa por diversos periódicos, com destaque para o Terceirense, é autor das seguintes monografias:
- Carta ao Marechal Duque de Saldanha, Angra do Heroísmo;
- Orthographia da lingua portugueza, dividida em lições, para uso de todas aquellas pessoas que desejam escrever com acerto. Angra do Heroísmo, Typ. de M. J. P. Leal, 1856;
- Representação a S. Majestade a Senhora D. Maria II. Angra do Heroísmo, Imp. A. J. G. Costa, 1836;
- A Constituição Real, ou A Verdadeira Forma de Governo para Conseguir a Prosperidade Geral do Estado. Angra do Heroísmo, Of. do Terceirense, 1845.